# Königsfeld (Meklemburgia-Pomorze Przednie)
Königsfeld – gmina w Niemczech, w kraju związkowym Meklemburgia-Pomorze Przednie, w powiecie Nordwestmecklenburg, wchodzi w skład urzędu Rehna.